# 8847 Huch
A 8847 Huch (ideiglenes jelöléssel 1990 TO3) a Naprendszer kisbolygóövében található aszteroida. Freimut Börngen és Lutz D. Schmadel fedezte fel 1990. október 12-én.